# Darren Criss
Pour les articles homonymes, voir Criss.
 (avril 2015).
Si vous disposez d'ouvrages ou d'articles de référence ou si vous connaissez des sites web de qualité traitant du thème abordé ici, merci de compléter l'article en donnant les références utiles à sa vérifiabilité et en les liant à la section « Notes et références ».
Darren Criss est un acteur, chanteur, musicien, auteur-compositeur-interprète américain, né le 5 février 1987 à San Francisco (Californie).
En 2010, il est passé du statut de sensation sur YouTube à celui de musicien reconnu en intégrant à quatre reprises le fameux classement américain Billboard et en rejoignant la distribution de la série télévisée musicale à succès Glee. Il y interprète le rôle de Blaine Anderson, un étudiant ouvertement gay et très charismatique d'une école rivale, les Warblers avant de rejoindre le Glee Club des New Directions. Sa performance dès sa première apparition dans la série où il interprète Teenage Dream de Katy Perry fait sensation en se plaçant à la première place du Billboard Digital Songs et du classement iTunes, s'écoulant à 214 000 exemplaires lors de sa première semaine d'exploitation.
Son retour télévisuel au premier plan pour la saison 2 d'American Crime Story, lui permet de remporter le Primetime Emmy Award du meilleur acteur dans une mini-série ou un téléfilm ainsi que le Golden Globe de la même catégorie et le Screen Actors Guild Award du meilleur acteur dans une mini-série ou un téléfilm.

## Biographie

### Jeunesse et débuts
Darren Criss naît le 5 février 1987 à San Francisco en Californie. Il est le plus jeune fils de Cerina Bru et Charles William Criss, un banquier et un ancien directeur de l'opéra de San Francisco, du Philharmonia Baroque Orchestra et du festival Stern Grove. Sa mère, née à Cebu aux Philippines, est d'origine chinoise, espagnole et philippine, tandis que son père est natif de Pittsburgh en Pennsylvanie. Il a un frère aîné, Charles Criss Jr., alias Chuck Criss, né le 15 avril 1985, qui est lui aussi musicien et membre d'un groupe de rock indépendant, les Freelance Whales.
Darren et son frère sont élevés à San Francisco, à l'exception de la période 1988-1992, lorsque la famille déménage à Honolulu (Hawaï) où leur père obtient le poste de PDG de la East West Bank,,,.
Son intérêt pour la musique et les arts de la scène naît dès sa plus tendre enfance : à l'âge de cinq ans il commence à prendre des cours de violon, et à 10 ans il est accepté dans un programme de jeunesse du conservatoire de l'American Conservatory Theater. En même temps, il fait ses débuts professionnels sur scène, jouant dans la compagnie de théâtre musical 42nd Street Moon (en). À l'âge de 15 ans, il commence à écrire ses propres compositions. Il maîtrise aujourd'hui la guitare, le piano, le violoncelle, le violon, la mandoline, l'harmonica et la batterie,,,,,,.
Darren Criss effectue son éducation à l’école primaire de Stuart Hall for Boys puis au lycée préparatoire de Saint Ignatius, deux écoles privées catholiques situées dans la région de la baie de San Francisco. Durant ses années à Saint Ignatius, il est membre de nombreux clubs tels que le programme des arts de la scène, pour lequel il est récompensé du Theater Arts Leadership et du Fine Arts Award. Il est également « premier violon » dans l'orchestre de l'école,,,,,,.
En 2005, Darren est accepté à l'université du Michigan où il poursuit un programme en musicologie, italien et théâtre. Il obtient son diplôme, Bachelor of Fine Arts (BFA) en 2009,.

### Carrière

#### Débuts au théâtre et premiers succès
Darren Criss fait ses débuts professionnels sur scène à l'âge de dix ans dans Fanny, une production de la compagnie 42nd Street Moon (en), dans le rôle de Cesario. L'année suivante, il joue le rôle de Mauro dans Do I Hear a Waltz ? (en) de Richard Rodgers et Stephen Sondheim, suivi de la pièce Babes in Arms en 1999, dans laquelle il interprète Beauregard Calhoun.
Durant sa période au sein de l'American Conservatory Theater (en), il apparaît dans de nombreuses pièces de théâtre, comme A Christmas carol, A Midsummer Night’s Dream, et The Voysey Inheritance. Il joue ensuite au sein de l'école St. Ignatius des rôles dans The Music Man, Le Journal d'Anne Frank et Un violon sur le toit.
De 2005 à 2009, tandis qu'il poursuit ses études à l'université du Michigan, Darren apparaît dans de nombreuses productions, telles que Orgueil et Préjugés, Les Derniers Jours de Judas Iscariote, Des hommes d'honneur et The Cripple of Inishmaan. Il  participe à Basement Arts, une compagnie de théâtre de son université, en tant qu'acteur et metteur en scène. Il se produit également en tant que chanteur solo dans des bars et des cafés. Au printemps 2008, il passe un semestre à l'étranger à Arezzo en Italie, pour étudier la commedia dell'arte à l'Accademia dell'Arte.
En 2009, il fonde avec des amis de l'université du Michigan StarKid Productions, une compagnie de théâtre musical. Il y joue entre autres  Harry Potter dans plusieurs comédies musicales basées sur la saga  de J. K. Rowling qu'il co-écrit et compose avec A. J. Holmes et Carlos Valdes : A Very Potter Musical, A Very Potter Sequel et A Very Potter Senior Year qui ont fait sensation sur YouTube, comptant plus de 100 millions de vues sur depuis leur lancement le 19 juin 2009.

#### Carrière d'acteur
Le 8 novembre 2010, Criss rejoint la distribution de la série Glee sur l'épisode Never Been Kissed, dans laquelle il incarne le personnage de Blaine Anderson, un étudiant ouvertement gay et leader des Warblers, la chorale de la Dalton Academy, une école rivale. Le créateur de Glee, Ryan Murphy, a déclaré : « Darren a un rôle majeur… Il devient une sorte de mentor pour Kurt et puis peut-être son amour - il a dû quitter sa propre école parce qu'il était victime de harcèlement et va dans une école de garçons où il est accepté comme il est car cette école a une politique de tolérance zéro pour le harcèlement. Kurt l'admire vraiment et le respecte. Il joue quelqu'un qui a un an de moins que Chris Colfer ». L'alchimie entre les deux personnages, combinée avec le soutien des fans de la série au sujet du potentiel du couple, conduisent Murphy à les réunir à l'écran en tant que couple. Au début de la troisième saison, Blaine est transféré au lycée McKinley et rejoint les New Directions. Il est également promu à ce moment au rang d'acteur régulier dans la série.
En répondant à des questions sur son personnage, Darren a déclaré qu'il avait particulièrement apprécié les commentaires de « gens de parties différentes du monde qui ne sont peut-être pas exposés à certaines idéologies, mais qui ont reconsidéré leur position sur les relations et les droits de l'homme à la suite de l'intrigue entre Blaine et Kurt ». Il a également déclaré : « J'ai grandi dans une communauté gay et j'ai vu tellement de mes amis devoir défendre ce qu'ils sont et ne pas avoir d'endroit où ils étaient acceptés, ni de modèles auxquels s'identifier au sein des médias. Faire partie de ces modèles est vraiment formidable ».
En 2011, il fait un caméo dans le clip Last Friday Night de Katy Perry aux côtés d'un autre acteur de Glee, Kevin McHale.
En 2013, il fait ses débuts au cinéma dans la comédie Imogene aux côtés de Kristen Wiig, Annette Bening et Matt Dillon. En juillet de la même année, Darren a doublé la voix de Katayana (un des collègues de Jiro) dans le dernier film de Hayao Miyazaki Le vent se lève.
En 2015, il fait une apparition dans la saison 5 d'American Horror Story.
En 2016, il interprète Music Meister dans l'épisode musical de la troisième saison de Flash et dans son crossover avec la série télévisée Supergirl aux côtés de Grant Gustin, Melissa Benoist et Chris Wood.
Il interprète le tueur en série Andrew Cunanan dans la deuxième saison d'American Crime Story ; c'est aussi la troisième fois qu'il joue dans une série produit par Ryan Murphy. Ce retour au premier plan à la télévision lui vaut le Primetime Emmy Award du meilleur acteur dans une mini-série ou un téléfilm et le Golden Globe de la même catégorie. Le 27 janvier 2019, il remporte le Screen Actors Guild Award du meilleur acteur dans une mini-série ou un téléfilm.
En janvier 2012, Darren Criss fait ses débuts à Broadway, en remplacement Daniel Radcliffe dans le rôle de J. Pierrepont Finch dans une nouvelle version de How to Succeed in Business Without Really Trying (Comment réussir en affaires sans vraiment essayer) pour trois semaines du 3 au 22 janvier au Al Hirschfeld Theatre. Sa prestation a été un succès, faisant de ses trois semaines dans la comédie musicale les plus lucratives sur les 11 semaines de représentations qu'elle a comptées, rapportant plus de 4 millions de dollars.
En 2015, il revient à Broadway avec Hedwig and the Angry Inch.
En 2021, il est l'un des nombreux invités du film Muppets Haunted Mansion, aux côtés de Danny Trejo, Will Arnett, Taraji P. Henson, John Stamos ou encore Chrissy Metz.

#### Carrière musicale
Après les succès de StarKid Productions et son rôle dans Glee, il gagne rapidement en popularité et commence à jouer dans des salles de concert telles que l'Irving Plaza, The Roxy, The Hollywood Palladium, The Troubadour, et le Lincoln Center. Son répertoire contient des standards américains et des chansons contemporaines, aussi bien que ses propres compositions. Étant un grand fan de Disney, il inclut souvent des chansons de l'une de ses idoles, Alan Menken.
Darren Criss continue de collaborer et de se produire avec son ancienne camarade de l'université du Michigan, Charlene Kaye. Il chante en duo avec elle sur les chansons Skin and Bones et Dress and Tie, et apparaît dans ses vidéos de Skin and Bones, Magnolia Wine et Dress and Tie.
En juillet 2010, il sort son premier album indépendant, Human, sur iTunes. Celui-ci entre à la 30e position du Billboard Top Heatseekers Albums et atteint le top 20 sur iTunes. En décembre 2010, Darren devient le 400 000e membre de l'American Society of Composers, Authors and Publishers (ASCAP). En avril 2011, il signe avec Sony Music Entertainment afin d'enregistrer un album studio. Darren Criss est crédité en tant qu'auteur-compositeur, avec A. J. Holmes et Carlos Valdes, chez StarKid Productions. Il a contribué à l'écriture des chansons de A Very Potter Musical (2009), Me and My Dick (2009), et Little White Lie (2009). De plus, il a entièrement écrit et composé les chansons A Very Potter Sequel (2010), A Very StarKid Album (2010), et Starship (2011).
Le 6 janvier 2010, la bande originale de Me and My Dick sort sur iTunes. L'album devient alors le premier album de comédie musicale étudiante à atteindre le classement Billboard à la 11e place. Le 22 juillet 2010, A Very StarKid Album sort en version numérique sur iTunes et Amazon. L'album atteint la 14e position dans le classement Pop Chart sur Itunes et la 27e sur l'ensemble des albums. L'album atteint  également la 19e place du Billboard Top Compilations Charts. Le 29 avril 2011, The Starship Album sort et se classe à la 1re place du Billboard Top Cast Albums, à la 134e du Billboard 200 et à la 2e du i-Tunes Soundtracks Charts. Durant les vacances de Thanksgiving de 2011, Darren Cross participe à la première tournée nationale de StarKid Productions, le Space Tour, passant par New York et Boston. L'album du concert sort le 13 mars 2012. Il participe également à la deuxième tournée des Starkid, l'Apocalyptour, pour les dates de Los Angeles et de New York.
Darren contribue à la bande originale de Glee en tant que membre des Warblers puis en tant que membre des New Directions de McKinley. Sa première chanson dans la série a atteint la 1re position du Billboard Digital Songs et du i-Tunes Song en s'écoulant à 214 000 exemplaires la première semaine, dépassant ainsi les scores de ventes numériques de la première semaine de la version de Katy Perry. C'est la première fois qu'une chanson de Glee atteint le sommet de ce classement. Le 13 juillet 2011, la chanson est certifiée disque d'or avec plus de 500 000 exemplaires vendus. Grâce à ce succès dans les charts de Darren Criss et les Warblers dans la saison 2, la production sort l'album Glee: The Music Presents The Warblers le 29 avril 2011. Celui-ci débute à la seconde place du Billboard 200. Du 21 mai au 2 juillet 2011, Darren et la distribution de Glee se produisent en concert à travers les États-Unis, le Canada, le Royaume-Uni et L'Irlande pour le Glee Live! In Concert!. D'après le magazine Billboard, cette tournée est la 16e meilleure tournée de l'année 2011, atteignant plus de 40 millions de dollars, et 485 000 spectateurs.
En 2017, soit deux ans après la fin de la série, il fonde le groupe Computer Games avec son frère Chuck ; un premier album sort sous le titre Every Single Night puis un second le 28 novembre 2017, Homework.
Darren Criss a été invité dans de nombreuses émissions américaines, telles que The Ellen DeGeneres Show, Live with Regis and Kelly, The Glee Project, Access Hollywood, MTV, et The Today Show.
Darren est apparu sur les couvertures de nombreux magazines comme Billboard, Out, Playbill, TV Guide, Da Man, Prestige et Entertainment Weekly. Il est également apparu dans People, InStyle, Interview, Vogue, Teen Vogue, GQ, Rolling Stone, Variety, The Hollywood Reporter, Details, The Chicago Tribune et le New York Times, entre autres. Il est également apparu dans la campagne de la marque Uniqlo, une ligne de vêtements japonaise.
Il a aussi été classé no 1 du classement de AfterElton en 2011 et 2012.
Le 8 juin 2025, il remporte le Tony Award du meilleur acteur dans une comédie musicale pour son rôle dans Maybe Happy Ending. Lors de la cérémonie des 78e cérémonie des Tony Awards, il interprète sur la scène du Radio City Music Hall de New York le titre Never Fly Away aux côtés de Helen J. Shen.

### Vie privée
En janvier 2018, Darren Criss annonce ses fiançailles avec l'auteure et productrice Mia Swier, qu'il fréquente depuis sept ans. Le couple se marie la même année à La Nouvelle-Orléans. Leur premier enfant, une fille nommée Bluesy Belle, naît le 11 avril 2022. Ils annoncent le 6 juin 2024 la naissance de leur deuxième enfant, un garçon nommé Brother László, né le 3 juin 2024. 

## Théâtre
- 2009 : A Very Potter Musical : Harry Potter
- 2010 : A Very Potter Sequel : Harry Potter
- 2012 : How to Succeed in Business Without Really Trying (Broadway) : J. Pierrepont Finch
- 2012 : A Very Potter Senior Year : Harry Potter
- 2015 : Hedwig and the Angry Inch (Broadway) : Hedwig Robinson
- 2016 : La Petite Sirène (Hollywood Bowl) : Prince Eric
- 2016 : White Rabbit Red Rabbit (Off-Broadway)
- 2016 : Hedwig and the Angry Inch (Tournée nationale) : Hedwig Robinson
- 2022 : American Buffalo  : Bobby
- 2022 : Chess : Freddie Trumper
- 2024 : Little Shop of Horrors (Off-Broadway) : Seymour Krelborn
- 2024 : Maybe Happy Ending (Broadway) : Oliver

## Filmographie

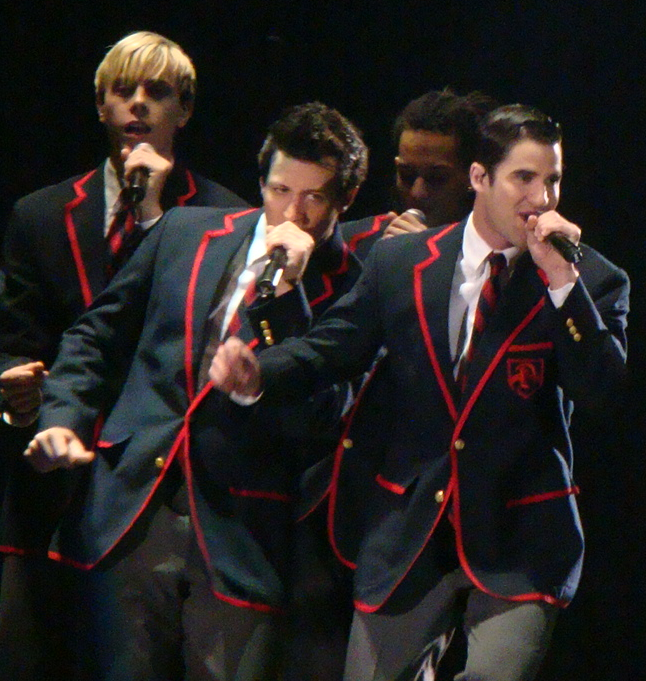
Darren Criss et les Warblers.

### Cinéma
- 2011 : Glee, le concert 3D (Glee: The 3D Concert Movie) de Kevin Tancharoen : Blaine Anderson
- 2011 : The Chicago 8 de Pinchas Perry : le Yippie
- 2013 : Imogene : Lee
- 2018 : All you ever wished for de Barry Morrow : Tyler Hutton
- 2019 : Midway de Roland Emmerich : le commandant Eugene E. Lindsey
- 2019 : Batman et les Tortues Ninja de Jake Castorena : Raphael (animation)
- 2019 : Midway de Roland Emmerich, le fim portant sur la célèbre guerre de 1937
- 2020 : Superman : L'Homme de demain (Superman: Man of Tomorrow) de Chris Palmer : Superman (animation)
- 2021 : Justice Society: World War II de Jeff Wamester : Superman (animation)

### Télévision
- 2005 : I Adora You : Josh
- 2009 : Walker Phillips : Eliott
- 2009 : Les Mystères d'Eastwick : Josh Burton
- 2010 : Cold Case : Affaires classées : Reuben Harris '69 (saison 7, épisode 20)
- 2010-2015 : Glee : Blaine Anderson (rôle principal - 90 épisodes)
- 2014-2017 : Transformers Robots in Disguise : Mission secrète : SideSwipe (63 épisodes)
- 2015 : American Horror Story : Hotel : Justin (2 épisodes)
- 2017 : Supergirl : Music Meister (saison 2, épisode 16)
- 2017 : Flash : Music Meister (saison 3, épisode 17)
- 2018 : American Crime Story: The Assassination of Gianni Versace : Andrew Cunanan (9 épisodes)
- 2020 : Hollywood : Raymond Ainsley (mini-série - également producteur délégué)
- 2021 : Rick et Morty : Naruto / Bruce Chutback (saison 5, 2 épisodes)
- 2023 : La Fabuleuse Madame Maisel : Taylor (saison 5, épisode 5)
- 2024 : Hazbin Hotel : Saint Pierre (saison 1,épisode 6)

### Web Séries
- 2007 : Little White Lie : Toby Phillips
- 2013 : Web Therapy : Augie Sayles

### Clips musicaux
- 2009 : Skin and Bones de Charlene Kaye (en)
- 2009 : Magnolia Wine de Charlene Kaye
- 2009 : Roll with Me de Montgomery Gentry
- 2011 : Dress and Tie de Charlene Kaye
- 2011 : Last Friday Night (T.G.I.F.) de Katy Perry
- 2011 : New Morning : Darren (avec son frère Chuck) reprend Bob Dylan pour Amnesty International[26]
- 2013 : Kangaroo Court de Capital Cities
- 2014 : Already home de A Great Big World
- 2014 : I Sold My Bed, But Not My Stereo de Capital Cities
- 2018 : Sword of Damocles de Rufus Wainwright

## Discographie
| Album solo             | Album solo                                                 | Album solo                   | Album solo                                            |
| Titre                  | Détails de l'album                                         | Meilleures positions         | Notes                                                 |
| Titre                  | Détails de l'album                                         | Billboard Heatseekers Albums | Notes                                                 |
| ---------------------- | ---------------------------------------------------------- | ---------------------------- | ----------------------------------------------------- |
| Human                  | - Sortie : 20 juillet 2010 - Formats: Téléchargement       | 30                           | L'album a atteint le i-Tunes Top 20 Alternative chart |
| A Very Darren Crissmas | - Sortie : 8 septembre 2021 - Formats : CD, Téléchargement |                              |                                                       |

### StarKid Productions
| Little White Lie                | - Date de sortie : 30 juin 2009 - Formats : Téléchargement | —   | —   | —   | |
| A Very Potter Musical           | - Date de sortie : 9 septembre 2009 - Formats : numérique  | N/A | N/A | N/A | Disponible gratuitement sur Bandcamp, cependant, pas éligible pour le classement Billboard/i-Tunes chart.                  |
| Me and My Dick (A New Musical), | - Date de sortie : 6 janvier 2010 - Formats : numérique    | —   | 11  | —   | L'album de comédie musicale est le premier à être produit par des étudiants d'université et à intégrer le Billboard chart. |
| A Very StarKid Album            | - Date de sortie : 22 juillet 2010 - Formats : numérique   | —   | —   | 19  | |
| A Very Potter Sequel            | - Date de sortie : 31 juillet 2010 - Formats : numérique   | N/A | N/A | N/A | Disponible gratuitement sur Bandcamp, cependant, pas éligible pour le classement Billboard/i-Tunes chart.                  |
| Starship                        | - Date de sortie : 30 avril 2011 - Formats : numérique     | 134 | 1   | —   | |
| The SPACE Tour                  | - Date de sortie : 13 mars 2012 - Formats : numérique      | —   | 2   | —   | |

### Glee
| Albums de Glee                                         | Albums de Glee                                                                                             | Albums de Glee       | Albums de Glee       | Albums de Glee       | Albums de Glee       | Albums de Glee       | Albums de Glee       | Albums de Glee       | Albums de Glee       | Albums de Glee       | Albums de Glee       | Albums de Glee                                               |
| Titre                                                  | Détails de l'album                                                                                         | Meilleures positions | Meilleures positions | Meilleures positions | Meilleures positions | Meilleures positions | Meilleures positions | Meilleures positions | Meilleures positions | Meilleures positions | Meilleures positions | Certifications                                               |
| Titre                                                  | Détails de l'album                                                                                         | AUS                  | CAN                  | FRA                  | IRL                  | MEX                  | NL                   | NZ                   | SWI                  | UK                   | US                   | Certifications                                               |
| ------------------------------------------------------ | --- | -------------------- | -------------------- | -------------------- | -------------------- | -------------------- | -------------------- | -------------------- | -------------------- | -------------------- | -------------------- | ------------------------------------------------------------ |
| Glee: The Music, The Christmas Album                   | - Sortie : 9 novembre 2010 - Label : Columbia (#778567) - Format : CD, Téléchargement                      | 13                   | 1                    | —                    | 13                   | —                    | 43                   | 27                   | —                    | 37                   | 3                    | - AUS: Gold - IRL: Gold - US: Platinum                       |
| Glee: The Music, Volume 4                              | - Sortie : 26 novembre 2010 - Label : Columbia (#779214) - Format : CD, téléchargement - Grammy nomination | 3                    | 6                    | —                    | 12                   | 8                    | 24                   | 9                    | —                    | 4                    | 5                    | - AUS: Platinum - IRL: Gold - NZ: Gold - US: Gold - UK: Gold |
| Glee: The Music, Volume 5                              | - Sortie : 8 mars 2011 - Label : Columbia (#785852) - Format : CD, téléchargement                          | 1                    | 3                    | —                    | 5                    | 23                   | 27                   | 3                    | —                    | 4                    | 3                    | - AUS: Gold - NZ: Gold                                       |
| Glee: The Music Presents The Warblers                  | - Sortie : 19 avril 2011 - Label : Columbia - Format : CD, téléchargement                                  | 6                    | 5                    | —                    | 8                    | 41                   | —                    | 11                   | —                    | 7                    | 2                    |                                                              |
| Glee: The Music, Volume 6                              | - Sortie : 23 mai 2011 - Label : Columbia - Format : CD, téléchargement                                    | 3                    | 4                    | —                    | 4                    | 49                   | 83                   | 3                    | —                    | 6                    | 4                    | - AUS: Gold                                                  |
| Glee: The 3D Concert Movie (Motion Picture Soundtrack) | - Sortie : 9 août 2011 - Label : Columbia - Format : CD, téléchargement                                    | 12                   | 10                   | —                    | 21                   | 38                   | 98                   | 15                   | —                    | 35                   | 16                   |                                                              |
| Glee: The Music, Dance Party                           | - Sortie : 6 septembre 2011 - Label : Columbia - Format : CD                                               | —                    | —                    | —                    | —                    | —                    | —                    | —                    | —                    | —                    | —                    |                                                              |
| Glee: The Music, the Christmas Album Volume 2          | - Sortie : 15 novembre 2011 - Label : Columbia - Format : CD, téléchargement                               | 24                   | 6                    | —                    | 46                   | —                    | —                    | —                    | —                    | 60                   | 6                    |                                                              |
| Glee: The Music, Volume 7                              | - Sortie : 6 décembre 2011 - Label : Columbia - Format : CD, téléchargement                                | 18                   | —                    | —                    | 41                   | —                    | —                    | —                    | —                    | 55                   | 9                    |                                                              |
| "—" indique que l'album n'a pas été classé.            | |                      |                      |                      |                      |                      |                      |                      |                      |                      |                      |                                                              |

### Albums indépendants
| Albums indépendants                                                              | Albums indépendants                                                                       | Albums indépendants    | Albums indépendants |
| Titre                                                                            | Détails                                                                                   | Peak chart positions   | Notes |
| Titre                                                                            | Détails                                                                                   | Billboard Albums Chart | Notes |
| -------------------------------------------------------------------------------- | ----------------------------------------------------------------------------------------- | ---------------------- | --- |
| Chimes of Freedom: Songs of Bob Dylan Honoring 50 Years of Amnesty International | - Sortie : 24 janvier 2012 - Label : Amnesty International - Formats : CD, téléchargement | 11                     | Darren Criss chante la chanson principale New Morning, sur laquelle apparait aussi son frère Chuck Criss. Les bénéfices de l'album ont été reversés à Amnesty International. |
| Things I Will Need in the Past                                                   | - Sortie : 28 octobre 2008 - Formats : CD, téléchargement                                 | TBA                    | Duo avec Charlene Kaye pour la chanson Skin and Bones, et chœurs sur Bonnie Parker,.                                                                                         |
| Dress and Tie                                                                    | - Sortie : 20 janvier 2011 - Formats : téléchargement                                     | TBA                    | Duo avec Charlene Kaye. |

## Distinctions

### Récompenses
- 2011 : Broadway World – Chicago Awards de la meilleure nouvelle adaptation pour Starship (2011).
- 2011 : Dorian Awards de la meilleure révélation dans une série télévisée comique pour Glee (2010-2015).
- NewNowNext Awards 2011 : Lauréat du Trophée Brink of Fame: Actor.
- 13e cérémonie des Teen Choice Awards 2011 : Meilleure révélation dans une série télévisée comique pour Glee (2010-2015).
- Variety 2011 : Lauréat du Trophée Power of Youth Philanthropy pour The Trevor Project (2010).
- 2012 : Broadway.com Awards du remplacement préféré pour How to Succeed in Business Without Really Trying (2011).
- 2015 : Broadway.com Awards du remplacement préféré pour Hedwig and the Angry Inch 52014°;
- Hollywood Music in Media Awards 2015 : Lauréat du Trophée Song – TV Show/Digital Series.
- Primetime Emmy Awards 2018 : Meilleur acteur dans une mini-série ou un téléfilm pour The Assassination of Gianni Versace: American Crime Story (2017).
- 9e cérémonie des Critics' Choice Television Awards 2019 : Meilleur acteur dans une mini-série ou un téléfilm pour The Assassination of Gianni Versace: American Crime Story (2017).
- 76e cérémonie des Golden Globes 2019 : Meilleur acteur dans une mini-série ou un téléfilm pour The Assassination of Gianni Versace: American Crime Story (2017).
- 25e cérémonie des Screen Actors Guild Awards 2019 : Meilleur acteur dans une mini-série ou un téléfilm pour The Assassination of Gianni Versace: American Crime Story (2017).
- 78e cérémonie des Tony Awards 2025 : Meilleur acteur dans une comédie musicale pour son rôle d'Oliver dans Maybe Happy Ending

### Nominations
- 54e cérémonie des Grammy Awards 2012 : Meilleure bande originale de compilation pour les médias visuels pour Glee: The Music, Volume 4 (2011).
- Screen Actors Guild Awards 2012 : Meilleure distribution pour une série télévisée comique pour Glee (2010-2015).
- Primetime Emmy Awards 2015 : Musique originale et paroles exceptionnelles pour  « This Time » dans une série télévisée comique pour Glee (2010-2015).

## Voix francophones
En version française, Darren Criss est d'abord doublé par Fabrice Fara dans Les Mystères d'Eastwick et Charles Germain dans Cold Case : Affaires classées.
Par la suite, il est notamment doublé par Stanislas Forlani dans Glee, American Horror Story et American Crime Story, ainsi que par Rémi Bichet dans le Arrowverse. Gauthier Battoue le double dans Hollywood.